# ۹۸۵ (خورشیدی)
۹۸۵ نهصد و هشتاد و پنجمین سال هجری خورشیدی است.